# Albert Orth
Albert Frederik (Friedrich) Leopold Orth (6. februar 1849 i København – 11. juni 1932 i sammesteds) var en dansk pianist, organist og komponist.
Efter nogle års undervisning i violin hos sin senere svigerfar, Fr. Schram, koncentrerede Albert Orth sig om klaveret som sit instrument. Fra 1869-1871 studerede han klaver på Det Kongelige Danske Musikkonservatorium med bl.a. Edmund Neupert som lærer. I 1876 debuterede han som koncertpianist ved en koncert i Casino, og frem til 1883 forfulgte han en karriere som pianist. I en tysk bog fra 1919 optræder han som en af datidens bedste danske pianister jævnsides med bl.a. Siegfried Langgaard, Victor Bendix og Louis Glass. I 1883 blev han ved Neuperts afgang denens efterfølger som klaverlærer, en post han bestred frem til 1931. Fra 1900-1921 var han tillige organist og kantor ved Københavns Helligåndskirke. I 1908 blev han udnævnt til titulær professor.
Han er begravet på Assistens Kirkegård.

## Musikken
Orths kompositioner er næsten alle for klaver. Ud over sin egen musik, i mange tilfælde beregnet for undervisning, udarbejdede han også flere klaverudtog af andre komponisters værker (bl.a. Niels W. Gade).

### Ukomplet liste
- Før Turneringen, op. 2 (orkester)
- Karakterstykker for Pianoforte, op. 5
- ”Paa Fjeldet” og ”Ørkenens Søn”, op. 6 (Holger Drachmann og H.C. Andersen)
- Tonebilleder for Pianoforte, op. 7
- Sonate (sans Octaves) pour Piano, op. 8
- Trois études d'octaves Trois Études d'Octaves pour Piano, op. 9
- Barcarole for Pianoforte, op. 10
- Humoresker for Pianoforte, op. 11
- Albumblätter für Pianoforte, op. 12
- Impromptu pour Piano, op. 16
- Trois Morceaux pour Piano, op. 17
- Cinq nouvelles Etudes d'Octaves pour Piano, op. 18
- Skizzen für Pianoforte, op. 19
- Texten und Sexten, Drei Studien für Pianoforte, op. 20